# Jardim Zoológico de Belo Horizonte
O Jardim Zoológico de Belo Horizonte está localizado na região da Pampulha e representa um dos mais importantes pontos turísticos da cidade. Sua inauguração deu-se em janeiro de 1959. Atualmente a responsabilidade da administração do jardim zoológico é da Fundação Zoo-Botânica de Belo Horizonte, cujo 80% dos custos financeiros são repassados pela Prefeitura de Belo Horizonte e o restante da renda por via dos ingressos de entrada e venda de mudas de plantas.[carece de fontes?]
O jardim zoológico conta com mais de mil animais que foram obtidos por permuta com outras instituições, doações supervisionadas pelo IBAMA, nascimento dentro do Zoológico, dentre outros.[carece de fontes?]

## História
Duas atrações a mais que existem nas dependências zoológico é o borboletário o qual possui mais de duas mil espécies de insetos e existe hoje programação noturna para visita.[carece de fontes?]
Em 2008 foi inaugurado nas dependências do zoológico, o jardim japonês, em comemoração ao centenário da imigração japonesa.
Em 5 de março de 2010, foi inaugurado nas dependências do Zoológico, o maior aquário temático de água doce do Brasil, e o primeiro a retratar exclusivamente a vida na Bacia do São Francisco.
Em 19 de agosto de 2011 o Zoológico recebeu duas gorilas fêmeas oriundas da Inglaterra, Kifta (11 anos) e Imbi (10 anos), para fazerem companhia ao gorila Idi Amim, de 37 anos. O gorila, no entanto, faleceu no dia 7 de março de 2012, aos 37 anos.
Em Maio de 2012, o Zoológico recebeu mais quatro felinos: duas onças pardas, uma leoa e uma onça pintada. Os animais, provenientes de instituições de Montes Claros, Uberlândia e do Ceará.
Em Setembro de 2013, a instituição recebeu dois novos gorilas, um macho – Leon, de 14 anos – e uma fêmea – Lou Lou, de 9 anos – vindos, respectivamente, dos zoológicos Loro Parque, em Tenerife (Espanha), e da Fundação Aspinall, da Inglaterra.
Em Fevereiro de 2014, foi anunciada a gravidez da gorila Lou Lou. Primeira gestação da espécie em cativeiro na América do Sul.